# Tasili Wan Ahdżar

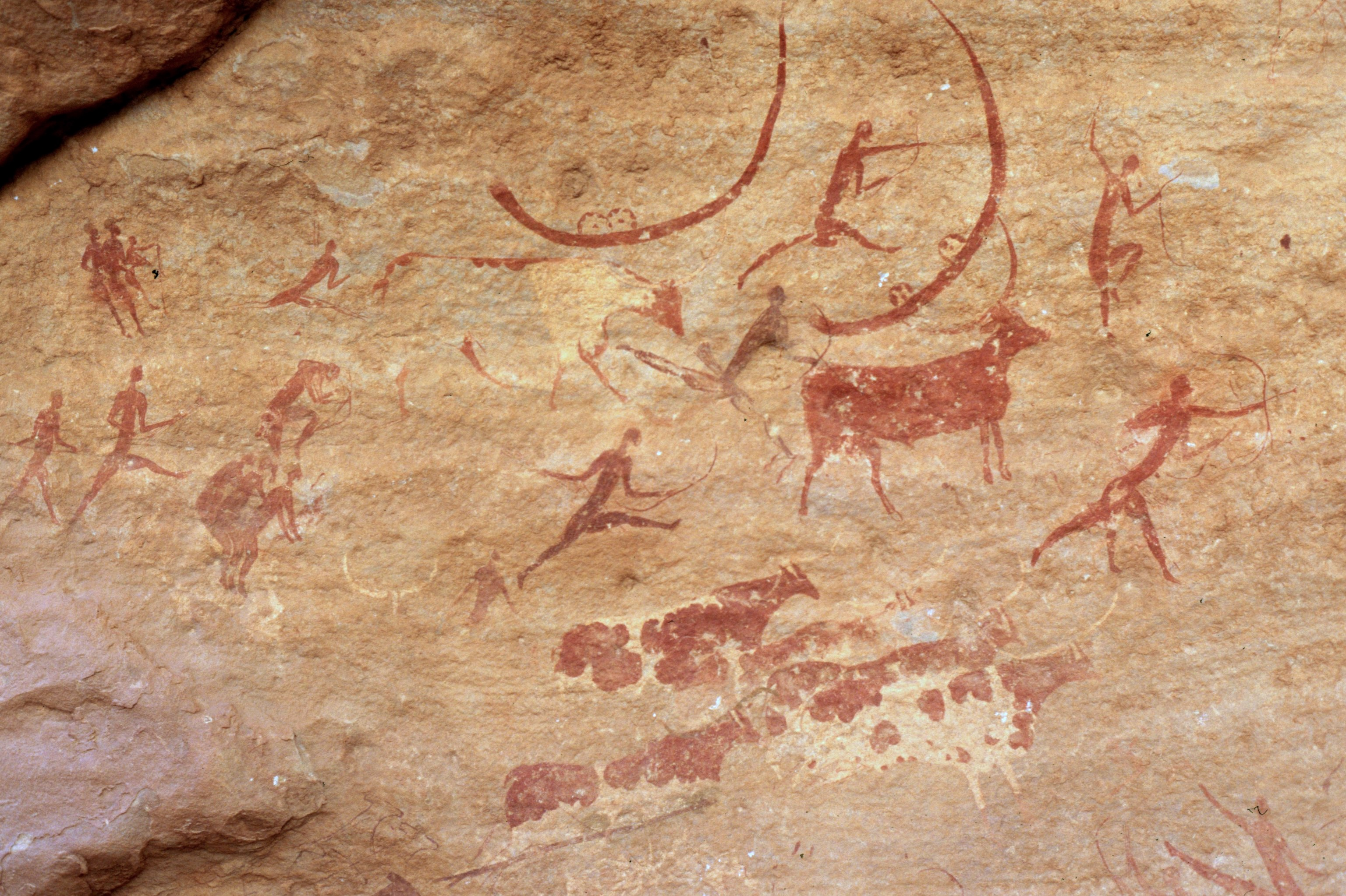
Malowidła naskalne z Tasili Wan Ahdżar

Tasili Wan Ahdżar albo Tasili n-Azdżar (fr. Tassili n’Ajjer, arab. ‏طاسيلي ناجّر‎) – pasmo górskie na Saharze w południowo-wschodniej Algierii o długości około 500 km, z najwyższym szczytem Adrar Afao 2158 m n.p.m. w masywie Adrar. Najbliższym miastem jest Dżanat położony około 10 kilometrów na południowy zachód od gór.
Większość obszaru pasma górskiego od 1972 roku objęta jest ochroną w ramach Parku Narodowego Tasili Wan Ahdżar (fr. Parc National du Tassili n’Ajjer) o powierzchni 72 000 km². Od 1982 roku park wpisany jest na listę światowego dziedzictwa ludzkości, a od 1986 roku na listę rezerwatów biosfery UNESCO.
Pasmo Tasili Wan Ahdżar jest współcześnie obszarem endemicznego występowania cyprysa saharyjskiego.
W obszarze pasma odkryto prehistoryczne malowidła naskalne i inne stanowiska archeologiczne z okresu neolitu, kiedy panował tu jeszcze wilgotniejszy klimat i góry znajdowały się na terenie sawanny, a nie pustyni. Malowidła przedstawiają stada bydła, duże dzikie zwierzęta (m.in. krokodyle) i ludzi przy polowaniu i w tańcu.
Na ślad tych malowideł i rzeźb trafił francuski podróżnik i etnolog Henri Lhote.